# Двенадцать месяцев (фильм, 2012)
«Двенадцать месяцев» (чеш. Dvanáct měsíčků) — чешский фильм-сказка 2012 года, снятый режиссёром Карелом Янаком по сказке Божены Немцовой «Двенадцать месяцев».

## Сюжет
После смерти отца Марушка стала жить со своей злобной мачехой и её дочерью Кветкой, которые заставляли её делать всю работу по дому и хозяйству. Под Рождество, после долгого заграничного путешествия домой возвращается старший брат Носека — Карел. Карел стал богатым человеком. Деревенские девушки стали окружать Карела, подумывая об удачном браке с ним. Но в планы Карела не входила женитьба. Он идёт на хитрость и объявляет девушкам о трёх своих желаниях, которым не суждено сбыться среди зимы. Первое желание — принести ему в канун Нового года букет живых фиалок. Для того чтобы посватать свою дочь Квету за богатого красавца Карела, мачеха отправляет Марушку в лес за фиалками. После долгого блуждания по заснеженному и холодному лесу волшебный кролик приводит Марушку на огромную гору, на вершине которой она знакомится со всеми двенадцатью месяцами года. Марушка греется у костра и рассказывает им свою историю…

## В ролях
| Актёр               | Роль          |
| ------------------- | ------------- |
| Мария Майкусова     | Марушка       |
| Роман Войтек        | Карел         |
| Вероника Жилкова    | мачеха        |
| Ян Коминек          | Носек         |
| Ивана Королёва      | Квета         |
| Владимир Чапка      | рихтарж       |
| Даниэла Рончова     | рихтаржа      |
| Тереза Баранова     | дочь рихтаржа |
| Павел Козел         | священник     |
| Рудольф Кински      | ночной сторож |
| Вацлав Постранецки  | январь        |
| Ота Йирак           | апрель        |
| Мирослав Таборски   | июнь          |
| Павел Кржиж         | октябрь       |
| Радослав Брзобогаты | декабрь       |

## Съёмочная группа
- Режиссёр: Карел Янак
- Сценаристы: Карел Янак, Яна Яникова
- Оператор: Мартин Прейсс
- Композитор: Онджей Брзобогаты

## Дополнительно
Съёмки фильма проходили в Валашском музее под открытым небом.

## Награды
- Международный кинофестивль в Шлингеле[нем.] — награда (2013)[2]